# Amplypterus
Amplypterus is een geslacht van vlinders uit de onderfamilie Smerinthinae van de familie pijlstaarten (Sphingidae).

## Soorten
- Amplypterus mansoni (Clark, 1924)
- Amplypterus panopus (Cramer, 1779)